# Фішланд-Дарс-Цингст
Фі́шланд-Дарс-Цингст (нім. Fischland-Darß-Zingst) — півострів довжиною 45 кілометрів на узбережжі Балтійського моря. Розташований між Ростоком і Штральзундом у землі Мекленбург — Передня Померанія.
Півострів поділяється на три півострова. З заходу на схід: Фішланд, Дарс та Цингст.
У давні часи всі три частини півострова Фішланд-Дарс-Цингст були островами. Між 14-16 сторіччями морські рукави були засипани.
На півострові Дарс та частині півострова Цингст розташований національний парк.